# سيباستيان فري
سيباستيان فري (بالفرنسية: Sébastien Frey)‏، من مواليد 18 مارس 1980 في ثونون لي باين في فرنسا، لاعب كرة قدم فرنسي، ويلعب كحارس مرمى في نادي جنوى.
و قد بدأ فري مسيرته الكروية مع نادي كان الفرنسي في موس 1997/1998، وفي عام 1998 انتقل إلى نادي إنتر ميلان الإيطالي، وظل معهم حتى عام 2001، وشارك خلال تلك الفترة في 35 مباراة، وكان قد أعير في موسم 1999/2000 إلى هيلاس فيرونا، وقد شارك معهم في ذلك الموسم بثلاثين مباراة، وفي عام 2001 انتقل إلى نادي بارما، ولعب معهم 131 مباراة في الدوري الإيطالي، وفي موسم 2005/2006 أعير إلى نادي فيورنتينا، وأكمل انتقاله إليهم في موسم 2006/2007.في فترة الانتقالات الصيفية للموسم الرياضي 2011/2012 انتقل إلى نادى جنوى.

## روابط خارجية
- سيباستيان فري على موقع اتحاد تركيا (لاعب) (الإنجليزية)
- سيباستيان فري على موقع قاعدة بيانات كرة القدم.إي يو (الإنجليزية)
- سيباستيان فري على موقع ليكيب (الفرنسية)
- سيباستيان فري على موقع ناشيونال فوتبول تيمز (الإنجليزية)
- سيباستيان فري على موقع Soccerway.com (الإنجليزية)
- سيباستيان فري على موقع عالم كرة القدم.نت (الإنجليزية)
- سيباستيان فري على موقع كووورة
- سيباستيان فري على موقع AS.com (الإسبانية)